# Listă de forme de relief pe Callisto

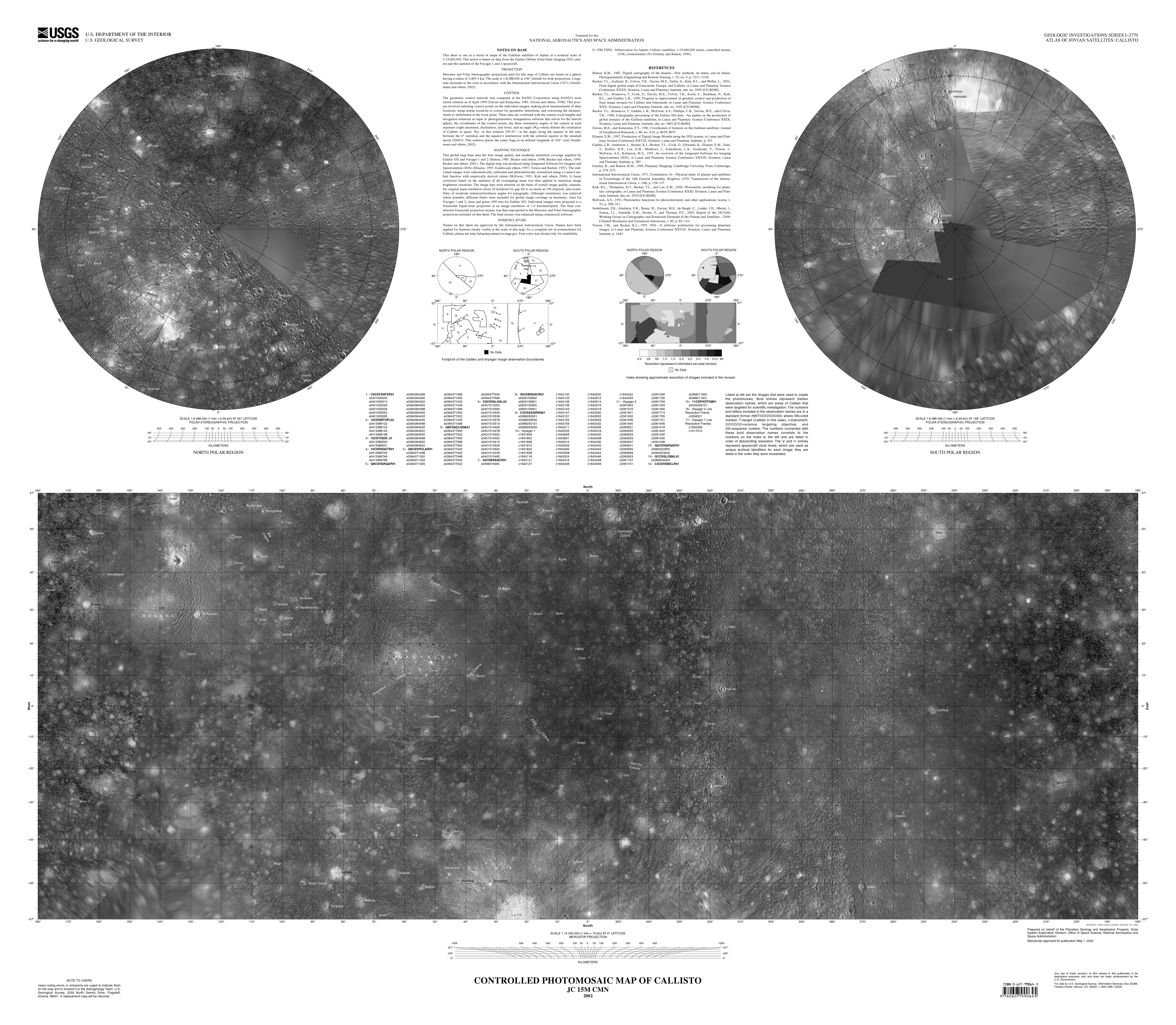
Hartă USGS cu Callisto

Aceasta este o listă de forme de relief numite pe Callisto, un satelit al lui Jupiter. Această listă este completă la data de august 2022.

## Catenae
Catenaela callistoane  ( lanțuri de cratere ) sunt numite după râuri, văi și râpe în miturile și povestirile populare ale culturilor din nordul îndepărtat  (toate denumirile actuale provin din mitologia nordică ).
| Catena            | Numită după |
| ----------------- | ----------- |
| Eikin Catena      | Eikin       |
| Fimbulthul Catena | Fimbulthul  |
| Geirvimul Catena  | Geirvimul   |
| Gipul Catena      | Gipul       |
| Gomul Catena      | Gomul       |
| Gunntro Catena    | Gunntro     |
| Sid Catena        | Sid         |
| Svol Catena       | Svol        |

## Faculaele
Faculaele (punctele luminoase) de pe Callisto sunt numite după personaje legate de ger, zăpadă, frig și lapoviță din miturile și poveștile populare ale oamenilor din nordul îndepărtat. 
| Facula     | Numită după                                |
| ---------- | ------------------------------------------ |
| Kol Facula | Kol, gigant islandez de îngheț sau furtună |

## Forme de relief mari cu inele
Formele de relief enorme cu inelelor legate de impacturi de pe Callisto sunt numite după locuri (altele decât râuri, văi și râpe) din mituri și povești populare ale Nordului Îndepărtat. 
| Formă de relief cu inele | Numită după             |
| ------------------------ | ----------------------- |
| Adlinda                  | Adlinda ( Inuit )       |
| Asgard                   | Asgard ( norvegiană )   |
| Utgard                   | Utgard ( norvegiană )   |
| Valhalla                 | Valhalla ( norvegiană ) |